# Josh Earnest
Joshua Ryan Henry Earnest dit Josh Earnest, né le 22 janvier 1975 à Kansas City (Missouri), est le 30e porte-parole de la Maison-Blanche, en fonction du 20 juin 2014 au 20 janvier 2017.

## Biographie
Fils de Jeanne et Don Earnest, Josh Earnest est issu de l'école privée mixte The Barstow School (en). Il a étudié à l'université Rice d'où il sort diplômé en 1997 en science politique.
Il intègre la même année l'équipe de Lee Brown, candidat à la mairie d'Houston. Il fut ensuite assistant du représentant Marion Berry de 2002 à 2003, après avoir également collaboré avec Michael Bloomberg lors de sa première campagne pour la mairie de New York.
Il rejoint le Comité national démocrate en 2003 et travaille sous la direction de Terry McAuliffe et Howard Dean. Il quitte l'organe exécutif du Parti démocrate pour devenir directeur de la communication du candidat Jim Davis au poste de gouverneur de Floride en 2006. Il déménagea en Iowa en décembre de la même année pour aider le gouverneur Tom Vilsack en tant que chef de la communication nationale, alors que ce dernier venait de lancer sa candidature à l'élection présidentielle de 2008.
Il se joint à la campagne présidentielle de Barack Obama en mars 2007 en tant que chargé de la communication en Iowa, puis est promu à un niveau fédéral. Il intègre ensuite l'administration Obama en 2009 comme sous-secrétaire de presse de Robert Gibbs puis suppléant de Jay Carney. En 2014, il devient porte-parole de la Maison-Blanche.